# Douglas Souza
Douglas Correia de Souza (Santa Bárbara d'Oeste, 20 de agosto de 1995) é um jogador de voleibol brasileiro atuante na posição de ponteiro e integrante da seleção brasileira campeã olímpica na Rio 2016. Campeão sul-americano infantil aos 11 anos, foi campeão sul-americano juvenil, vice-campeão da Liga Mundial e medalha de prata em Toronto 2015, antes de se tornar campeão olímpico. Com 1,99 metro de altura, atualmente joga no time do Sada Cruzeiro.

## Carreira
Começou a jogar vôlei por recomendação médica devido a problemas por bronquite. No ano de 2013, esteve com a equipe infanto-juvenil, sob o comando do técnico Percy Oncken, e recebeu o primeiro chamado para fazer parte do grupo adulto em 2014.

### Olimpíadas
Em 2016, integrou pela primeira vez a Seleção Brasileira de Voleibol Masculino principal, durante as disputas dos Jogos Olímpicos de Verão de Rio 2016. No final da competição, acabou consagrou-se como a seleção campeã da medalha de ouro olímpico, em uma final contra a Seleção Italiana de Voleibol Masculino.
Em 2021, esteve convocado como parte dos principais atletas de reserva da Jogos Olímpicos de Verão de Tóquio de 2020, realizados na cidade de Tóquio no Japão, servindo como "substituto" na maior parte das vezes de Yoandy Leal e Alan Souza. Durante a fase de semi-final, a equipe brasileira acabou infelizmente perdendo  para Seleção Russa, pela segunda na competição, sendo que a primeira aconteceu durante a fase de grupos; isso fez com que a equipe brasileira passasse a disputar pela medalha de bronze. Na disputa pela medalha de bronze contra a Seleção Argentina de Voleibol Masculino, a Equipe Brasileira acabou perdendo e saindo de vez da possibilidade de subir ao pódio, e ficando com o 4º lugar geral da competição.

### Títulos
Campeonatos Nacionais
- Superliga 2018/2019 - Vôlei Taubaté
- Supercopa Brasileira de Voleibol de 2019 - Vôlei Taubaté
- Supercopa Brasileira de Voleibol de 2020 - Vôlei Taubaté
- Supercopa Brasileira de Voleibol de 2024 - Sada Cruzeiro Vôlei

Seleção Brasileira
- Campeão olímpico: Voleibol nos Jogos Olímpicos de Verão de 2016 - Masculino
- Vice-campeão da Liga Mundial de Voleibol de 2016 (2016)
- Vice-campeão Jogos Pan-Americanos de 2015 (2015)

Seleção brasileira de base
- Campeão brasileiro de seleções juvenil
- Campeão da Copa Pan-Americana Sub-23
- Campeão sul-americano infantil (2011)
- Campeão sul-americano infanto-juvenil (2012)
- Vice-campeão do mundial juvenil (2013)
- Campeão sul-americano juvenil (2014)
- Campeão sul-americano sub-22 (2014)[10]

Individuais:
- MVP do Campeonato Sul-Americano Sub-21 (2014)[11]
- MVP do Campeonato Sul-Americano Sub-22 (2014)[10]
- Melhor ponteiro dos Jogos Pan-Americanos (2015)
- MVP da Copa Pan-Americana (2015)[12][13]
- 2.° melhor atacante do mundial de voleibol masculino (2018)

### Times
Ao longo da carreira profissional no vôlei, jogou pelos seguintes clubes:
- Esporte Clube Pinheiros: 2012 a 2014
- São Bernardo Vôlei: 2014
- Sesi-SP: 2014 a 2018
- Vôlei Taubaté: 2018 a 2020
- Vibo Valentia: 2021 a 2022
- Farma Conde Vôlei/São José: 2022 a 2023/24[14]
- Sada Cruzeiro Vôlei : 2024 a atualidade

Também joga pela Seleção Brasileira de Voleibol Masculino.

### Prêmios e indicações
| Ano  | Prêmio                | Categoria              | Resultado |
| ---- | --------------------- | ---------------------- | --------- |
| 2021 | MTV Millennial Awards | Orgulho do Vale        | Indicado  |
| 2021 | Prêmio TodaTeen       | Revelação do Ano       | Indicado  |
| 2021 | Poc Awards            | Esporte (voto popular) | Venceu    |

## Vida pessoal
Em 2018, Douglas foi o primeiro jogador da seleção masculina brasileira de vôlei a se declarar como gay.
Em 2020, o jogador declarou que gostaria de ser lembrado "como o primeiro homossexual no vôlei" que conseguiu jogar em alto nível. "Quero ser um espelho de pessoas fora do padrão", afirmou.
Em 2021, viralizou um vídeo do ponteiro experimentando os uniformes da Seleção Brasileira de Voleibol Masculino para os Jogos Olímpicos de Tóquio de 2020. Em julho de 2021, atraiu mais de um milhão seguidores novos em poucos dias, na sua página oficial no instagram, ao compartilhar vários fotos e vídeos inéditos dos bastidores e preparações para a disputa de Tóquio de 2020.

## Filmografia

### Televisão
| Ano  | Título                             | Papel                    | Notas                       | Ref.   |
| ---- | ---------------------------------- | ------------------------ | --------------------------- | ------ |
| 2021 | À Prioli                           | Convidado                | Temporada 1                 | [ 24 ] |
| 2022 | Dança dos Famosos                  | Participante             | Temporada 19                | [ 25 ] |
| 2023 | Minha Mãe Cozinha Melhor que a Sua | Participante (2.° lugar) | Episódio: "26 de fevereiro" |        |